# 紀元前212年
紀元前212年（きげんぜん212ねん）

## 他の紀年法
- 干支 : 己丑
- 日本
  - 皇紀449年
  - 孝元天皇3年
- 中国 : 秦 - 始皇35年
- 朝鮮 :
- ベトナム :
- 仏滅紀元 : 333年
- ユダヤ暦 :

## できごと

### ヨーロッパ
- ローマのマルケッルスがシラクサを攻囲し、占領。
  - シラクサ攻囲中、数学者・物理学者のアルキメデスがローマ兵に殺される。
- セレウコス朝シリアのアンティオコス3世が東方遠征を開始（ - 紀元前206年）

### 中国
- 秦の始皇帝が蒙恬に命じて九原から雲陽宮まで山を切り崩し谷を埋めさせ1800里の直道を建設させた。
- 始皇帝は渭水の南の上林苑の中に朝宮を建造する計画を建て、その前殿として阿房宮を建設させた。阿房宮や驪山陵の建造のために囚人70万人が動員された。
- 不老不死の仙薬を作るよう命じられていた侯生と盧生が逃亡し、激怒した始皇帝により坑儒が行われた。
- 始皇帝の長男の扶蘇が坑儒を諫めたところ、始皇帝は怒って蒙恬の軍を監督させるべく北方の上郡に送った。

## 死去
- アッピウス・クラウディウス・プルケル、第二次ポエニ戦争期の共和政ローマの元老院議員
- アルキメデス、古代ギリシアの数学者、物理学者、技術者、発明家、天文学者（* 紀元前287年）